# 나카노쿠치촌
나카노쿠치촌(中之口村)은 니가타현 니시칸바라군에 설치되었던 촌이다. 2005년 3월 21일에 니가타시 니시칸구에 편입 합병으로 소멸했다.

## 역사
- 1889년 4월 1일 - 정촌제 시행과 함께 고요시촌, 미하리촌, 도조촌, 우치코시촌, 가나이촌이 성립하였다.
- 1901년 11월 1일 - 고요시촌, 미하리촌, 마쓰나가촌이 성립하였다.
- 1954년 3월 31일 - 마쓰나가촌, 쓰바메정과 합병해 쓰바메시가 되었다.
- 2005년 3월 21일 - 니가타시에 편입 합병되었다.

## 교통

### 도로
- 니가타 현도 제9호
- 니가타 현도 제44호
- 니가타 현도 제45호